# Patagonium
Patagonium là một chi thực vật có hoa trong họ Đậu.